# سليمان الأحول
سليمان بن أبي مسلم المكي الأحول ، من رواة الحديث ، وهو خال عبد الله بن أبي نجيح ، وكان ثقة صالحا.  

## روايته للحديث النبوي
- روى عن: ثابت بن عياض الأحنف ، وسعيد بن جبير ، وطارق بن شهاب، وطاوس بن كيسان وأبي المنهال عبد الرحمن بن مطعم المكي ، وعطاء بن أبي رباح ومجاهد بن جبر ، وأبي سلمة بن عبد الرحمن ، وأبي معبد مولى ابن عباس.
- روى عنه: إبراهيم بن نافع المكي ، والحسين بن ذكوان المعلم ، وسفيان بن عيينة ، وشعبة بن الحجاج، وطلحة بن مصرف، وعبد الملك بن عبد العزيز بن جريج ، وعثمان بن الأسود ، ومحمد بن شريك.

## أقوال العلماء فيه
الجرح والتعديل
- قال أبو بكر البيهقي : ثقة.
- قال أبو حاتم الرازي : ثقة.
- قال أبو دواد السجستاني : ثقة.
- قال أحمد بن حنبل: ثقة ثقة.
- قال أحمد بن شعيب النسائي : ثقة.
- قال أحمد بن صالح الجيلي : ثقة.
- قال ابن حجر العسقلاني : ثقة ثقة.
- قال سفيان بن عيينة : ثقة.
- قال محمد بن وضاح القرطبي : ثقة.
- قال يحيى بن معين : ثقة.
- قال يعقوب بن سفيان الفسوي : ثقة.